# Allocosa zualella
Allocosa zualella är en spindelart som först beskrevs av Embrik Strand 1907.  Allocosa zualella ingår i släktet Allocosa och familjen vargspindlar.
Artens utbredningsområde är New South Wales. Inga underarter finns listade i Catalogue of Life.